# Morningshow
Der Begriff Morningshow stammt aus dem Rundfunk und ist besonders im Hörfunk verbreitet. Er bezeichnet eine moderierte Morgensendung, deren Sendezeit regelmäßig zwischen 5 und 6 Uhr beginnt und um 9 oder 10 Uhr endet. Wesentlicher Bestandteil des Sendungsformats ist der oder sind die Moderatoren. Sie sind die hauptsächlichen Mitarbeiter. Neben ihnen sind weitere Rollen wie Nachrichtensprecher, Moderator von Servicemeldungen, Komoderator definiert, die gemeinsam das Team der Morningshow bilden.
Inhaltlich stehen in der Regel keine „harten Fakten“, sondern „gute Laune“ und Unterhaltung im Vordergrund. Im Gegensatz zu den anderen Tagesstrecken bietet sich dem Hörer der Morningshow keine 1:1-Kommunikation mit einem Moderator, sondern er verfolgt „das akustische Treiben auf der Hörbühne eher wie der Besucher eines Theaterstücks.“ Oft wird dieses Geschehen in einer Doppelmoderation mit Smalltalk und weiteren Gesprächselementen umgesetzt. Für einen Hörfunksender ist der Morgen, insbesondere die Zeit zwischen 7 und 8 Uhr, die hörerstärkste Zeit (Hauptsendezeit). Dementsprechend viel Aufwand wird in die Produktion und die Bewerbung einer Morningshow gelegt.
Im Fernsehen hat sich für die Morgensendung der Begriff Frühstücksfernsehen eingebürgert.